# Папаньки
Папаньки — український комедійний телесеріал виробництва «Дизель Студіо». Перший епізод серіалу вийшов 24 вересня 2018 року на телеканалі «ICTV». Повторні покази з повним українським дубляжем транслювалися на телеканалах «СТБ» та «Super+».

## Сюжет
Четверо друзів мешкають в одному дворі столичної багатоповерхівки. Окрім суто чоловічих інтересів, їх поєднує важлива тема — виховання дітей. Один із героїв тільки готується стати батьком, інший виховує 7-річного сина, а третій — сина та двох доньок різного віку. Герої шалено люблять своїх дітей, пишаються їхніми успіхами та активно залучені до їхнього виховання. Тільки іноді батьки забувають, що самі вже виросли. І є у них ще четвертий друг — затятий холостяк та ловелас, який категорично не хоче заводити дітей.

## У ролях
- Єгор Крутоголов — папанька Єгор Козаченко
- Лілія Ребрик — Світлана Козаченко, дружина Єгора
- Дем'ян Шиян — Ігор Єгорович Козаченко, старший син Єгора та Світлани
- Антон Сластьон — Борис Єгорович Козаченко, молодший син Єгора та Світлани (3-4 сезон)
- Наталя Кудря — Лідія Семенівна, мати Світлани
- Євген Гашенко — папанька Микита Сергійович Павленко
- Ольга Арутюнян — Ірина Василівна Павленко, дружина Микити
- Софія Угренінова — Василина Микитівна Павленко, донька Микити й Ірини
- Роман Халаїмов — Герман Геннадійович Сичов, керівник відділу, де працює Микита
- Лариса Трояновська — Галина Петрівна Павленко, мати Ірини
- Олег Стальчук — Василь Іванович Павленко, батько Ірини
- Вікторія Булітко — Ольга Миколаївна, помічниця Микити, таємно закохана у нього
- Євген Сморигін — папанька Євгеній Михайлович Малишев
- Ольга Лук'яненко — Ганна Малишева, дружина Євгенія
- Надія Кондратовська — Тамара Броніславівна Малишева, мати Євгенія
- Лев Сомов — Михайло Маркович Малишев, тато Євгенія (3-4 сезон)
- Вероніка Лук'яненко — Вікторія Євгенівна Малишева, старша дочка Євгенія та Ганни
- Олексій Сморигін — Максим Євгенович Малишев, син Євгенія та Ганни
- Кіра Подольська — Яна Євгенівна Малишева, молодша дочка Євгенія та Ганни
- Андрій Федінчик — папанька Олександр
- Наталія Денисенко — Тетяна, дружина Олександра
- Лев Пічахчи — Олександр «Шурик» — син Олександра і Тетяни
- Олександр Ярема — Борис Іванович, сусід Єгора
- Віталіна Біблів — Раїса Романівна Резніченко, голова ОСББ
- Назар Задніпровський — Леонід Захарович, начальник поліційного відділку в селі
- Олег Іваниця — Олег Петрович, сусід Євгенія (1 сезон)
- Павло Алдошин — Станіслав Володимирович Стальський (4 сезон)
- Бабенко Наталія — Марія Корольова (3-4 сезон)

## Український дубляж
Українською мовою серіал дубльовано студією «Starlight Production» на замовлення телеканалу «СТБ» у 2023 році.

### Ролі дублювали
- Євгеній Малишев — Євген Локтіонов
- Микита Павленко — Ярослав Сидоренко
- Ірина Павленко — Катерина Брайковська
- Олександр — Олександр Погребняк
- Тетяна — Марина Локтіонова
- Світлана Козаченко — Наталя Романько-Кисельова
- Борис Іванович — Юрій Кудрявець
- Олег Петрович — Роман Чорний
- Тамара Малишева — Ольга Радчук
- Михайло Малишев — Максим Кондратюк
- Станіслав Стальський — Павло Скороходько
- Яна Малишева — Єсенія Селезньова
- Лідія Семенівна — Ірина Дорошенко
- Леонід Захарович — Назар Задніпровський
- Василь Іванович — Олег Стальчук
- Вікторія Малишева — Єлизавета Мастаєва
- Марія Корольова — Оксана Гринько
- Раїса Романівна — Олена Узлюк
- Ольга Миколаївна — Катерина Качан

А також: Анастасія Зіновенко, Сергій Солопай, Матвій Ніколаєв, Людмила Ардельян, Катерина Буцька, Юлія Шаповал, Аліна Проценко, Андрій Твердак, Михайло Кришталь, та інші.

## Сезони
| Сезон | Сезон | Епізоди | Оригінальні покази | Оригінальні покази | Оригінальні покази |
| Сезон | Сезон | Епізоди | Прем'єра           | Фінал              | Телеканал          |
| ----- | ----- | ------- | ------------------ | ------------------ | ------------------ |
|       | 1     | 16      | 24 вересня 2018    | 18 жовтня 2018     | ICTV               |
|       | 2     | 16      | 11 травня 2020     | 21 травня 2020     | СТБ                |
|       | 3     | 16      | 12 квітня 2021     | 6 травня 2021      | СТБ                |
|       | 4     | 16      | 31 січня 2022      | 10 лютого 2022     | СТБ                |